# Nana Barya
Nana Barya je rijeka u središnjoj Africi. Izvire u gorju Karree na zapadu Srednjoafričke Republike u prefekturi Ouham-Pendé i teče prema sjeveroistoku, čineći dio međunarodne granice između Srednjoafričke Republike i Čada. U Čadu se ulijeva u rijeku Ouham. Faunistički rezervat Nana Barya dobio je ime po ovoj rijeci, koja mu čini sjevernu granicu.